# 沈璐
沈璐（1438年—？），字廷瑞，直隸松江府上海縣人，竈籍。明朝政治人物。進士出身。

## 生平
應天鄉試第一百三十名。成化五年（1469年）乙丑科會試第四名，殿試登進士第二甲第六十八名。

## 家族
曾祖沈道誠。祖父沈思義。父亲沈祐。